# Стеван Нађфеји
Стеван Нађфеји (Београд, 16. септембар 1979) је бивши српски кошаркаш. Играо је на позицији крилног центра.

## Каријера
Сениорску каријеру је започео у Беобанци за коју је наступао четири сезоне, да би након тога одиграо веома добру сезону у Радничком са Црвеног крста. То га је препоручило Партизану који га доводи преко арбитраже кошаркашког савеза. Раднички није добио обештећење што је изазвало негодовање његовог клуба. У Партизану није добио значајнију прилику јер је у Евролиги постигао свега 8 поена на 6 утакмица, па након те сезоне креће његова интернационална каријера. Године 2002. потписује за руски Урал где је имао одличну сезону па је у Еврокупу постизао просечно 10 поена по утакмици у сезони 2002/03. Најбољи утисак је оставио у грчким клубовима где је играо готово 10 сезона. Са Марусијем је играо и Евролигу у сезони 2009/10, када су се пласирали у ТОП 16 фазу. Једну сезону је провео у Игокеи са којом је играо Јадранску лигу, да би након тога играо за Паниониос и Колосос са Родоса.

### Репрезентација
Био је члан млађих репрезентативних селеција Југославије крајем деведесетих година. Са јуниорском репрезентацијом Југославије је освојио бронзану медаљу на европском првенству 1996. године. Са младом репрезентацијом је освојио злато на европском првенству 1998. године у Италији.

## Остало
Његов брат Александар такође је кошаркаш и једну сезону су заједно играли у Радничком.

## Трофеји

### Партизан
- Првенство СР Југославије (1) : 2001/02.
- Куп СР Југославије (1) : 2001/02.